# Casino Estoril

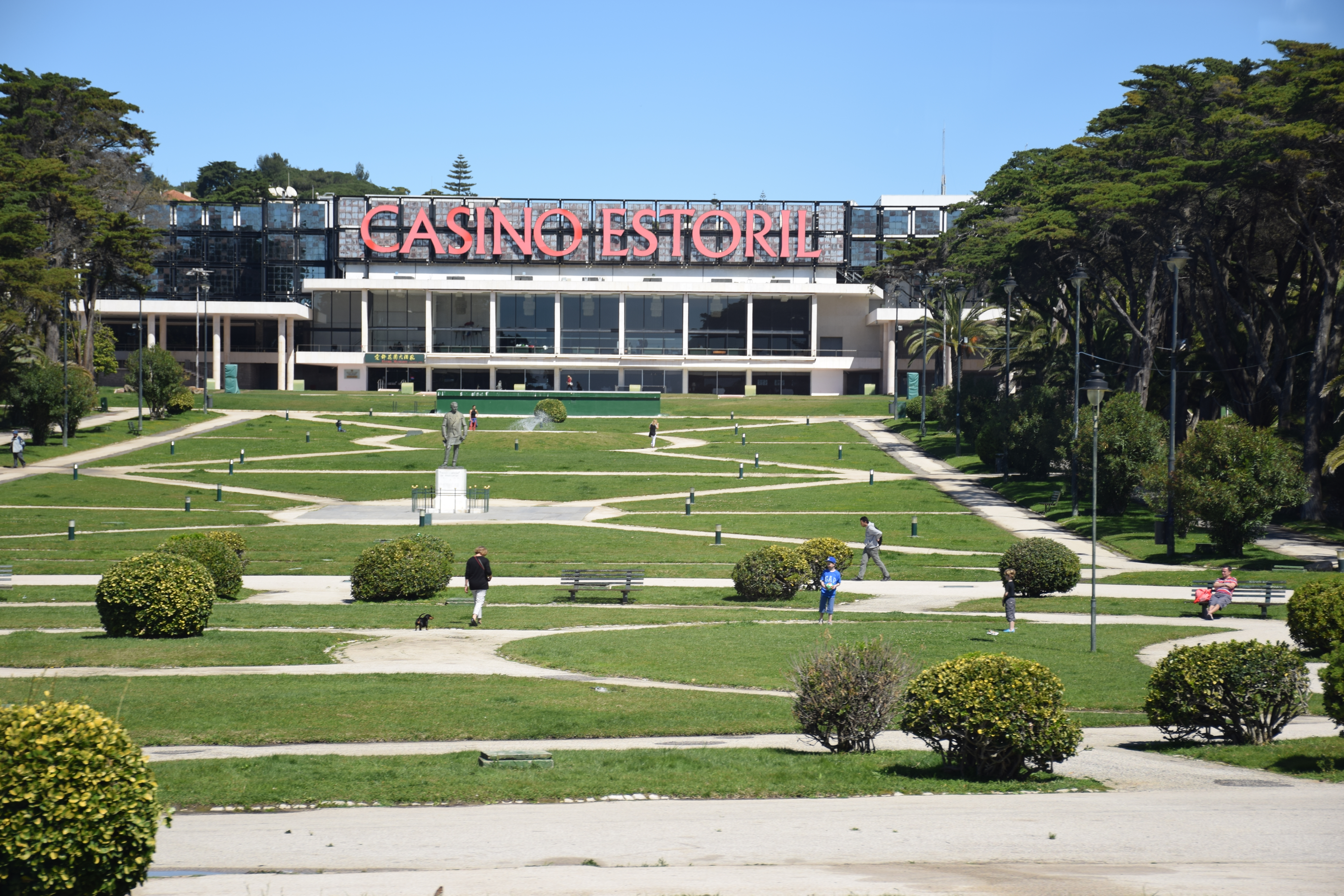
O Casino Estoril situado na Riviera Portuguesa.

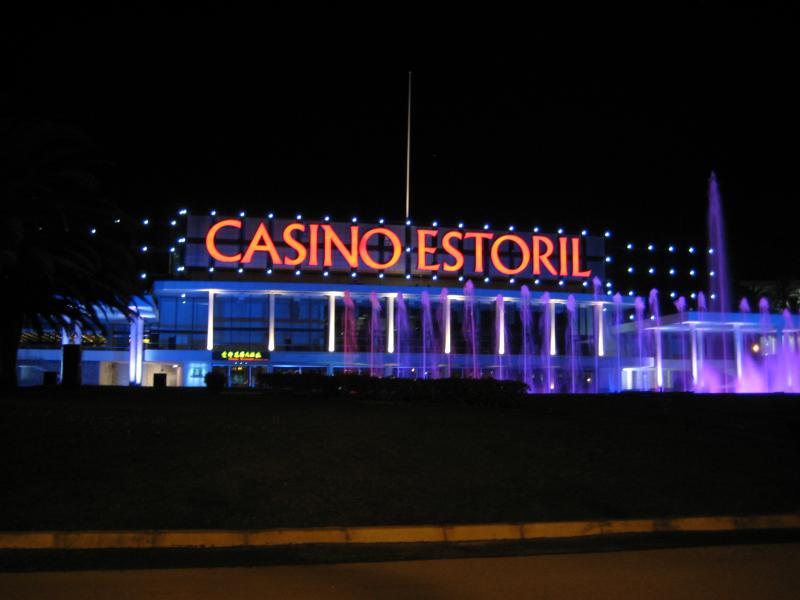
Fachada do Casino Estoril à noite.

O Casino Estoril fica localizado no Estoril, Município de Cascais, na região da Riviera Portuguesa, a 18 km de Lisboa e a 20 km do Aeroporto de Lisboa. É considerado o maior casino da Europa e é gerido pela empresa Estoril-Sol SGPS S.A..
O Casino Estoril é um centro polivalente de atividade de entretenimento e lazer cujo diretor artístico é o actor Júlio César. O director artístico do Casino Estoril mais conhecido e destacado, e que deu início a esta actividade, foi Francisco José Faria Duarte, mais conhecido por Francisco Duarte, o qual foi contratado por José Teodoro dos Santos em 1958.

## História
A primeira pedra do Casino Estoril foi lançada em 1916, mas a sua inauguração apenas ocorreu em 1931. Fundado por Fausto de Figueiredo, o Casino Estoril passou a ser explorado por José Teodoro dos Santos em 1958, através da empresa Estoril Sol.
Durante a Segunda Guerra Mundial, como Portugal era um país neutro, o Casino Estoril tornou-se num local frequentado por espiões e exilados, incluindo membros de algumas famílias reais depostas.
Nos anos 60 do século XX o casino que havia sido construído nos anos 30 foi fortemente ampliado. O projeto de arquitetura desse novo casino foi da responsabilidade dos arquitetos Filipe Nobre de Figueiredo e José Segurado, tendo a responsabilidade do cálculo estrutural cabido ao engenheiro civil Manuel Agostinho Duarte Gaspar e a decoração ficado a cargo de José Espinho e Daciano da Costa.
Após o falecimento de Teodoro dos Santos em 1971, a concessão foi conduzida pela estrutura accionista familiar, onde constavam personalidades como a viúva Marcelina Teodoro dos Santos, o seu filho Jorge Teodoro dos Santos, sua filha Maria Emília Teodoro dos Santos Telles. Desde a morte de Teodoro dos Santos até 1987, o cargo de Presidente do Conselho de Administração foi desempenhado pelo seu genro Manuel Joaquim Telles, coadjuvado na Administração do Grupo Estoril-Sol pelos seus filhos José Telles e Jorge Telles, Henrique Rosa Santos, sua mãe Henriqueta Santos e sua irmã Ana Maria Santos. Só entre 1984 e em definitivo, a partir de 1987, a estrutura accionista maioritária da empresa Estoril Sol passa a ser representada por Stanley Ho.
O casino serviu de cenário para o filme Casino Royale-James bond pela sua grandiosidade.